# Södra Gardfjället
Södra Gardfjället este o arie protejată (arie specială de conservare — SAC, sit de importanță comunitară — SCI) din Suedia întinsă pe o suprafață de 37.099,4 ha, integral pe uscat.

## Localizare
Centrul sitului Södra Gardfjället este situat la coordonatele 65°19′58″N 15°33′49″E / 65.3329°N 15.5637°E.

## Înființare
Situl Södra Gardfjället a fost declarat sit de importanță comunitară în decembrie 1998 pentru a proteja 2 specii de plante și 4 specii de animale. Situl a fost protejat și ca arie specială de conservare în decembrie 2009.

## Biodiversitate
Situată în ecoregiunea alpină, aria protejată conține 21 de habitate naturale: Tufărișuri subarctice cu Salix spp., Liziere de ierburi înalte hidrofile de câmpie și de nivel montan până la alpin, Peșteri inaccesibile publicului, Pante stâncoase calcaroase cu vegetație casmofită, Turbării Aapa, Mlaștini împădurite, Grohotișuri calcaroase și de șisturi calcaroase de la nivelul montan până la nivelul alpin (Thlaspietea rotundifolii), Pajiști alpine și boreale, Păduri nordice subalpine/subarctice cu Betula pubescens ssp. czerepanovii, Cursuri de apă de la nivel de câmpie la nivel montan, cu vegetație Ranunculion fluitantis și Callitricho-Batrachion, Pante stâncoase silicioase cu vegetație casmofită, Lacuri și iazuri distrofice naturale, Pajiști alpine și subalpine calcaroase, Pajiști boreale și alpine pe substrat silicios, Grohotișuri silicioase de la nivelul montan până la nivelul zăpezii (Androsacetalia alpinae și Galeopsietalia ladani), Izvoare fino-scandinave și mlaștini produse de izvoare bogate în minerale, Mlaștini alcaline, Mlaștini turboase de tranziție și turbării mișcătoare, Râuri de munte și vegetația erbacee de pe malurile acestora, Taiga vestică, Păduri fino-scandinave bogate în ierburi cu Picea abies.
La baza desemnării sitului se află mai multe specii protejate:
- plante (2): Calamagrostis chalybaea, Ranunculus lapponicus
- mamifere (2): gluton (Gulo gulo), râs eurasiatic (Lynx lynx)
- nevertebrate (2): Vertigo genesii, Vertigo geyeri